# Feria del Libro de Porto Alegre
La Feria del Libro de Porto Alegre es la mayor feria de libros al aire libre de América Latina y uno de los mayores eventos culturales de Brasil. Tradicionalmente se realiza entre fines de octubre y mediados de noviembre en Porto Alegre, capital de Río Grande del Sur. Es organizada por la Cámara Río-grandense del libro y la entrada es gratuita. 

## Historia
La Feria del Libro de Porto Alegre es una de las más antiguas de Brasil. Su primera edición fue en 1955 a instancias del periodista Say Marques, director del Diário de Notícias de Porto Alegre. Inspirado en una feria de libros que visitó en la plaza Cinelândia de Río de Janeiro, Marques organizó la realización de la feria, junto a libreros y editores portoalegrenses representados por Henrique Bertaso.
El 16 de noviembre de 1955 tuvo lugar la primera edición en la Praça da Alfândega (o de la Aduana), en el centro histórico de la ciudad. Esta edición contó con 14 expositores. Sus objetivos eran la popularización del hábito de lectura y la dinamización del mercado de libros a través de descuentos. Por ese motivo el lema de la primera edición de la feria fue: «Se o povo não vem à livraria, vamos levar a livraria ao povo» («Si el pueblo no viene a la librería, vamos a llevar la librería al pueblo»).
En la segunda edición comenzaron a organizarse sesiones de autógrafos con escritores populares y en la tercera comenzó a venderse a crédito. Ya para los años 1970 la feria era considerada un acontecimiento popular y cultural de relevancia en todo Brasil. A partir de 1980, se admitió la venta de libros usados.
En los años 1990 la feria se amplió con más locales y nuevos espacios e incorporó a sus actividades encuentros con autores. A partir de 1994 algunos pasajes fueron techados, para minimizar inconvenientes con la lluvia.
En 1995 se crearon espacios para nuevos lectores, niños, jóvenes y adultos en proceso de alfabetización. A partir de entonces, la feria quedó dividida en tres sectores: el Área General, ubicada en la Plaza da Alfândega y en la rua dos Andradas; el Área Internacional, en la avenida Sepúlveda; y el Área Infantil y Juvenil en la zona del muelle portuario.
Este evento ha acompañado la transformación e internacionalización de la ciudad de Porto Alegre, que pasó a organizar grandes festivales y exposiciones como Porto Alegre em Cena y la Bienal del Mercosur.
En los primeros años del siglo XXI, a partir del impulso a la preservación del patrimonio urbano y de la creación de nuevos centros culturales en el entorno de la Plaza da Alfândega (como el Santander Cultural, el Centro Cultural CEEE Erico Verissimo, el Memorial de Río Grande del Sur, la Casa de cultura Mario Quintana, etc.), la programación cultural de la Feria del Libro creció en número de autores participantes y en público visitante.
En la edición 57.ª del año 2011 se estimó que fue visitada por 1.700.000 personas aproximadamente.

## Patronos

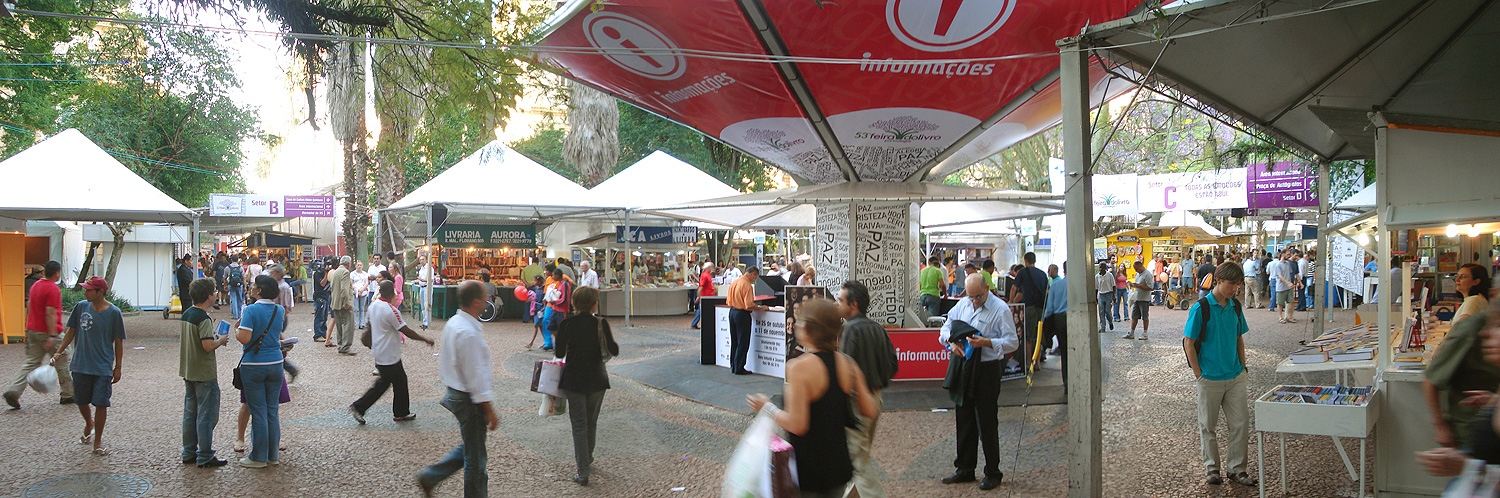
Vista parcial de la Feria en su 53.ª edición (2007).

A partir de la 11.ª edición (1965) la Cámara Río-grandense del libro elige un patrono de la feria. En una primera instancia cada asociado de la Cámara propone cinco nombres. Los diez más nominados son propuestos a 88 personalidades del medio cultural. El más votado es escogido como Patrono de la feria. En caso de empate, tiene prioridad el de mayor edad.
Hasta 1983, los patronos se elegían entre escritores y libreros gaúchos ya fallecidos. Entre ellos Alcides Maia (1965), João Simões Lopes Neto (1966), Augusto Meyer (1970), Erico Verissimo (1976), Walter Spalding (1978) y Monteiro Lobato (1982).
El primer homenajeado en vida fue Maurício Rosenblatt, uno de los fundadores y principales promotores de la feria, en la 30.ª edición (1984). A partir de esa edición los patronos son elegidos entre escritores en actividad, gaúchos o radicados en el estado. Algunos de los escogidos han sido Mário Quintana (1985), Cyro Martins (1986), Moacyr Scliar (1987), Luis Fernando Verissimo (1991), Caio Fernando Abreu (1995), Luiz Antonio de Assis Brasil (1997), Alcy Cheuiche (2006) y Paixão Côrtes (2010).